# 1998 WF24
1998 WF24 är en asteroid i huvudbältet som upptäcktes den 25 november 1998 av den japanska astronomen Nobuhiro Kawasato i Uenohara.
Asteroiden har en diameter på ungefär 6 kilometer.